# Gautestad Station
 Ikke at forveksle med Gaustad Station.
Gautestad Station (Gautestad stasjon) er en tidligere jernbanestation på Indre Østfoldbanen (Østre Linje), der ligger i Gautestad i Rakkestad kommune i Norge.
Stationen blev åbnet sammen med banen 24. november 1882. Den var bemandet for togkrydsning og ekspedition af passagerer og gods indtil 17. marts 1969, hvor den blev nedgraderet til trinbræt. Derefter var den ubetjent med mulighed for krydsning efter behov. Betjeningen med persontog ophørte 29. august 1994. I 2002 ophørte godstogene med at stoppe i Gautestad, og krydsningssporet blev efterfølgende fjernet. Stationen ligger 84,9 km fra Oslo S.
Stationsbygningen, der er opført i gult træ efter tegninger af Balthazar Lange, anses for at være en af de mest autentiske på Østfoldbanen. Det var dog ikke desto mindre planen at rive den ned i 2007, men den står imidlertid stadig.